# 野中南
野中南（のなかみなみ）は、大阪府大阪市淀川区にある町名。現行行政地名は野中南一丁目および野中南二丁目。

## 地理
淀川区の中央部に位置し、東に木川西、西に田川北、南の西側に十三本町、東側に十三東、北に野中北と接している。

## 世帯数と人口
2019年（令和元年）9月30日現在の世帯数と人口は以下の通りである。
| 丁目         | 世帯数    | 人口    |
| ------------ | --------- | ------- |
| 野中南一丁目 | 808世帯   | 1,212人 |
| 野中南二丁目 | 1,067世帯 | 2,150人 |
| 計           | 1,875世帯 | 3,362人 |

### 人口の変遷
国勢調査による人口の推移。
| 1995年（平成7年）  | 2,749人 | [ 5 ] |  |
| 2000年（平成12年） | 2,964人 | [ 6 ] |  |
| 2005年（平成17年） | 3,435人 | [ 7 ] |  |
| 2010年（平成22年） | 3,430人 | [ 8 ] |  |
| 2015年（平成27年） | 3,454人 | [ 9 ] |  |

### 世帯数の変遷
国勢調査による世帯数の推移。
| 1995年（平成7年）  | 1,515世帯 | [ 5 ] |  |
| 2000年（平成12年） | 1,502世帯 | [ 6 ] |  |
| 2005年（平成17年） | 1,668世帯 | [ 7 ] |  |
| 2010年（平成22年） | 1,675世帯 | [ 8 ] |  |
| 2015年（平成27年） | 1,730世帯 | [ 9 ] |  |

## 学区
市立小・中学校に通う場合、学区は以下の通りとなる。なお、小学校・中学校入学時に学校選択制度を導入しており、通学区域以外に淀川区にある以下の通学区域に隣接する校区にある小学校・中学校から選択することも可能。
| 丁目         | 番   | 小学校             | 中学校             |
| ------------ | ---- | ------------------ | ------------------ |
| 野中南一丁目 | 全域 | 大阪市立野中小学校 | 大阪市立十三中学校 |
| 野中南二丁目 | 全域 | 大阪市立野中小学校 | 大阪市立十三中学校 |

## 事業所
2016年（平成28年）現在の経済センサス調査による事業所数と従業員数は以下の通りである。
| 丁目         | 事業所数 | 従業員数 |
| ------------ | -------- | -------- |
| 野中南一丁目 | 29事業所 | 368人    |
| 野中南二丁目 | 64事業所 | 1,781人  |
| 計           | 93事業所 | 2,149人  |

## 交通
- 国道176号

## 施設
- 大阪市立淀川区民センター
- 淀川警察署 野中交番
- 大阪市消防局 淀川消防署 十三橋出張所
- 健栄製薬 十三工場

## その他

### 日本郵便
- 〒532-0022[3]（集配局：淀川郵便局[13]）